# Universidade Católica de Santo Tomás de Villanueva
A Universidade Católica de Santo Tomás de Villanueva foi uma universidade católica romana privada fundada em 15 de agosto de 1946, em Havana, Cuba. Foi fundada por agostinianos americanos em colaboração com famílias cubanas que deram o financiamento para iniciar a universidade e recebeu o nome de Santo Tomás de Villanova. Ela era a única universidade católica da ilha. Em 1957, foi declarada universidade pontifícia. Em 1961, os agostinianos foram expulsos de Cuba e a universidade foi confiscada pelo governo cubano.
Em 2007, um grupo de estudantes universitários católicos apresentou uma petição ao governo cubano pedindo a reabertura da Universidade.